# Roine Magnusson
Roine Magnusson född 1970, är en svensk fotograf.

## Priser och utmärkelser
- Årets Pandabok 2023, Hemma därute: handbok i naturnärhet, Avium förlag "del av bildmaterial"
- Årets naturfotograf, Naturvårdsverket 2018
- Svensk Bokkonst 2017 för boken Nära fåglar
- Årets vackraste Värmlandsbok 2017 för boken Nära fåglar
- Årets Pandabok 2012, Kor: en kärlekshistoria
- Communication Arts 50th Annual Photography Exhibition, ”Award of Excellence”
- Årets Pandabok 2007, Den underbara resan

### Nomineringar
- Augustpriset 2017 för boken Nära fåglar
- Svenska publishingpriset 2014, Än lever skogen
- Svenska publishingpriset 2012, Kor: en kärlekshistoria
- Svenska publishingpriset 2007, Den underbara resan